# Lobakuya
Lobakuya est une localité Bakwé située au sud-ouest de la Côte d'Ivoire et appartenant au département de Sassandra, dans la Région du Bas-Sassandra. La localité de Lobakuya est un chef-lieu de commune.